# Demokratikanon
Demokratikanon er en kanon, udarbejdet af "Udvalget til udarbejdelse af en demokratikanon" og Undervisningsministeriet. Kanonen, der blev offentliggjort den 12. marts 2008, har til formål at "styrke kendskabet til de principper om frihed og folkestyre, som det danske samfund bygger på".
Demokratikanon har 35 overskrifter:
1. Demokratiets rødder (ca. 500 f.Kr.)
2. Lighedstanken (ca. 500 e.Kr.)
3. Magna Carta (1215) og Bill of Rights (1689)
4. Jyske Lov (1241) og Erik Klippings håndfæstning (1282)
5. Reformationen
6. Den westfalske fred (1648)
7. Baruch Spinoza (1632-1677)
8. John Locke (1632-1704)
9. Oplysningstiden (1700-tallet)
10. Charles de Montesquieu (1689-1755)
11. Jean-Jacques Rousseau (1712-1778)
12. Den amerikanske forfatning (1775-1789)
13. Statsborgerskab og medborgerskab
14. Trykkefrihed og samfundsdebat (1770-1799)
15. Den franske revolution (1789-1799)
16. N.F.S. Grundtvig (1783-1872)
17. Rådgivende stænderforsamlinger (1834-1848)
18. Alexis de Tocqueville (1805-1859)
19. John Stuart Mill (1806-1873)
20. Grundloven (fra 1849)
21. Den nationalliberale bevægelse
22. Bonde- og højskolebevægelsen
23. Arbejderbevægelsen
24. Den kulturradikale bevægelse
25. Kvindebevægelsen
26. Systemskiftet (1901)
27. Kanslergadeforliget (1933)
28. Demokrati mod totalitarisme i mellemkrigstiden
29. Demokrati under 2. verdenskrig
30. Hal Koch (1904-1963) og Alf Ross (1899-1979)
31. Europarådet og Den Europæiske Menneskerettighedskonvention (fra 1949)
32. Folkeafstemning om EF (1972)
33. Salman Rushdie-sagen (fra 1988)
34. Murens fald (1989)
35. Europatraktaterne (Den Europæiske Fælles Akt, Maastricht-traktaten og Amsterdam-traktaten)

## Udvalgets sammensætning
Udvalget til udarbejdelse af en demokratikanon havde følgende sammensætning:
- Knud J.V. Jespersen, professor, dr.phil., Syddansk Universitet
- Esma Birdi, integrationskonsulent, Dansk Kvindesamfund
- Lise Egholm, skoleleder, Rådmandsgades Skole
- David Gress, ph.d., skribent på Jyllands-Posten
- Ove Korsgaard, professor, dr.pæd., Danmarks Pædagogiske Universitetsskole
- Peter Kurrild-Klitgaard, professor, ph.d., Københavns Universitet
- Kathrine Lilleør, cand.theol., ph.d. og sognepræst
- Ole Thyssen, professor, dr.phil., Copenhagen Business School